# پاتریزیو بیلیو
پاتریزیو بیلیو (انگلیسی: Patrizio Billio) (۱۹ آوریل ۱۹۷۴ – ۲۳ ژانویهٔ ۲۰۲۳) بازیکن فوتبال اهل ایتالیا بود.
از باشگاه‌هایی که در آنها بازی کرده‌ بود می‌توان به باشگاه فوتبال هلاس ورونا، باشگاه فوتبال کریستال پالاس، باشگاه فوتبال آنکونا، باشگاه فوتبال مونتسا، باشگاه فوتبال آبردین، باشگاه فوتبال لیورنو، باشگاه فوتبال داندی، و باشگاه فوتبال ترنانا اشاره کرد.